# 429 a.C.

## Eventos
- Completa-se a construção da Acrópole.
- Lúcio Sérgio Fidenato, pela segunda vez, e Hosto Lucrécio Tricipitino, cônsules romanos.

## Mortes
- Péricles (495 a.C. — 429 a.C.), morto pela peste.